# Okkar á milli: Í hita og þunga dagsins
Okkar á milli: Í hita og þunga dagsins es una película dramática islandesa de 1982 dirigida por Hrafn Gunnlaugsson. Fue seleccionada como la entrada islandesa a la Mejor película en lengua extranjera en la 55.ª edición de los Premios Óscar, pero no fue nominada.

## Reparto
- Benedikt Árnason
- Andrea Oddsteinsdóttir
- Júlíus Hjörleifsson
- Margrét Gunnlaugsdóttir
- Maria Ellingsen
- Sirry Steffen
- Valgarður Guðjónsson
- Þorvaldur S. Þorvaldsson